# Achradocera rutshuruensis
Achradocera rutshuruensis är en tvåvingeart som beskrevs av Vanschuytbroeck 1951. Achradocera rutshuruensis ingår i släktet Achradocera och familjen styltflugor.
Artens utbredningsområde är Kongo. Inga underarter finns listade i Catalogue of Life.